# Pietro Aradori
Pietro Aradori (Brescia, 9 dicembre 1988) è un cestista italiano, guardia o ala piccola.

## Carriera

### Serie A
Dopo un'ottima carriera a livello giovanile con le maglie di Team 75 Lograto, Lumezzane e Casalpusterlengo, una stagione in B1 sempre nella formazione lodigiana, nel 2006-07 Pietro esordisce da professionista ad Imola, in Legadue, dimostrando subito il suo valore; chiude l'annata con 12,8 punti (62% da due, 32% da tre punti e 85% ai liberi), 3,1 rimbalzi e 2,2 recuperi in 28 minuti medi di utilizzo.

#### Olimpia Milano (2007 - 2008)
Nel 2007 si trasferisce all'Olimpia Milano, nella quale ritrova l'amico Danilo Gallinari. Disputa una buona stagione collezionando 18 presenze e 4 punti di media in campionato (41% da due, 39% da tre punti e 91% ai liberi). In Eurolega raccoglie 11 presenze con 3,3 punti di media (37% dal campo e 83% ai liberi). Trovando poco spazio nelle rotazioni, viene ceduto in prestito alla Virtus Roma.

#### Virtus Roma (2008)
A Roma gioca solo 2 partite in regular season e 6 nei play-off di cui una partendo titolare. Raggiunge la finale di campionato, persa poi con la Montepaschi Siena.

#### Biella (2008-2010)
Nella stagione successiva entra a far parte del roster di Luca Bechi all'Angelico Biella, con la quale conclude la stagione 2008-2009 con una media di 6,8 punti a partita.
Nel campionato 2009-2010 mostra grandissimi miglioramenti, con medie che sfioravano la ventina di punti (high di 27 punti contro la Vanoli Cremona), facendo subito pensare ad una possibile chiamata al Draft NBA 2010. Alla fine chiude la regular season con 16,8 punti di media, contribuendo al raggiungimento, all'ultimo turno, della salvezza dell'Angelico.

#### Siena (2010 - 2012)
Non dichiaratosi eleggibile per il Draft NBA, il 9 luglio 2010 viene ingaggiato dalla Montepaschi Siena. La stagione si apre con la vittoria nella Supercoppa Italiana. Nella prima stagione colleziona in regular season 29 presenze con 7,6 punti di media e, al termine dei play-off vince il suo primo scudetto. In Eurolega trova meno spazio collezionando 14 presenze con quasi 5 punti di media. Nel 2011-12 gioca 31 partite migliorando le percentuali al tiro con 9,1 punti di media. Anche in questa stagione conquista la Supercoppa Italiana.

#### Cantù (2012 - 2014)
Nell'estate 2012 passa alla Pallacanestro Cantù, firmando un contratto di due anni. Inizia la stagione vincendo la terza Supercoppa Italiana consecutiva. Chiude la sua prima stagione con la maglia di Cantù con 15 punti di media in Eurolega e quasi 14 di media in campionato, portando la sua squadra alla semifinale. Nella stagione successiva conclude la stagione regolare con oltre 15 punti di media, ma venendo eliminato al primo turno dei play-off.

#### Galatasaray - Estudiantes - Reyer Venezia (2014 - 2015)
La stagione 2014-15 inizia vestendo la maglia del Galatasaray ma dopo solo 7 partite giocate rescinde il contratto per i problemi societari ed economici della società. Prosegue la stagione con l'Estudiantes con cui in 20 partite mantiene più di 13 punti di media a partita. Conclude la stagione giocando i play-off con la Reyer ed arrivando a gara 7 delle semifinali in cui esce sconfitto per mano della Reggiana.

#### Reggiana (2015 - 2017)
A luglio 2015 firma un biennale con la Reggiana. Inizia la stagione 2015-16 conquistando la quarta Supercoppa Italiana della carriera. La stagione si conclude con 13,4 punti di media, mentre nei play-off pur tenendo una media di 11,4 punti a partita, trascina la Reggiana alla finale scudetto poi persa a gara 6 contro l'Olimpia Milano. La stagione successiva si conclude con 15,7 punti di media ed una eliminazione al primo turno dei play-off

#### Virtus Bologna (2017 - 2019)
Il 14 luglio 2017 firma un contratto triennale con la Virtus Bologna. Conclude la prima stagione con 15,7 punti di media ed ottime percentuali al tiro (54,3% da due, 34,5% da tre e 86,5% ai liberi). Nonostante le ottime prove, non riesce comunque a trascinare le V nere ai play-off. La stagione 2018-19 risulta altalenante, anche a causa degli avvicendamenti in panchina, con l'arrivo di Aleksandar Đorđević a stagione in corso. Il 2 marzo 2019 gioca la prima partita come capitano della Virtus. Pur mancando per il secondo anno l'accesso ai play-off, il 5 maggio 2019 solleva da Capitano il primo trofeo internazionale della carriera vincendo contro Tenerife la Basketball Champions League.

#### Fortitudo Bologna (2019-2025)
Il 12 agosto 2019 la società bianconera rescinde il contratto che lo legava con la Virtus, permettendogli di firmare un contratto quadriennale con la Fortitudo Pallacanestro Bologna 103. Termina la stagione regolare 2019-2020 con una media di 16,8 punti di media eguagliando il suo record personale risalente alla stagione 2009-2010 giocata a Biella (51,4% da due, 36,4% da tre e 84,8% ai liberi). Il 16 giugno 2025, termina dopo 6 stagioni, la sua permanenza nella squadra bolognese.

#### Forlì (2025-)
L' 11 luglio 2025, viene ufficialmente annunciato come un nuovo giocatore della Pallacanestro Forlì.

### Nazionale
Dopo la stagione a Biella conclusasi con la qualificazione all'Eurocup viene convocato nella nazionale under-20 per gli Europei in Slovenia nei quali segna 12 punti di media ottenendo la considerazione della nazionale maggiore.
Nell'estate 2012 viene convocato da Pianigiani nella nazionale maggiore per le qualificazioni all'Europeo di Slovenia 2013.
Nel 2016 partecipa con la Nazionale italiana al torneo di qualificazione di Torino per le Olimpiadi di Rio de Janeiro ma il 9 luglio viene battuto in finale dalla Croazia.
Nel 2017 disputa le qualificazioni e le fasi finali dei Campionati Europei arrivando fino ai quarti di finale dove la nazionale viene battuta il 13 settembre dalla Serbia.
Nel 2018 viene nominato capitano della Nazionale. Ciononostante non viene convocato per i Mondiali 2019, e lui ha successivamente espresso il suo disappunto per questo.

## Statistiche
Dati aggiornati al 30 giugno 2013

### Stagione regolare
| Stagione        | Squadra                  | Competizione    | Partite | Partite | Partite | Statistiche tiro | Statistiche tiro | Statistiche tiro | Altre statistiche | Altre statistiche | Altre statistiche | Altre statistiche | Altre statistiche |
| Stagione        | Squadra                  | Competizione    | Pres.   | Titol.  | Minuti  | Tiri da 2        | Tiri da 3        | Liberi           | Rimb.             | Assist            | Rubate            | Stopp.            | Punti             |
| --------------- | ------------------------ | --------------- | ------- | ------- | ------- | ---------------- | ---------------- | ---------------- | ----------------- | ----------------- | ----------------- | ----------------- | ----------------- |
| 2007-2008       | Armani Jeans Milano      | Serie A         | 18      | 4       | 197     | 13/32            | 9/23             | 20/22            | 46                | 7                 | 15                | 1                 | 73                |
| 2007-2008       | Lottomatica Roma         | Serie A         | 2       | 0       | 28      | 4/5              | 1/3              | 0/0              | 2                 | 0                 | 4                 | 0                 | 11                |
| 2008-2009       | Angelico Biella          | Serie A         | 30      | 3       | 426     | 27/65            | 30/63            | 22/25            | 50                | 16                | 24                | 1                 | 166               |
| 2009-2010       | Angelico Biella          | Serie A         | 28      | 25      | 848     | 108/217          | 48/122           | 109/129          | 140               | 49                | 60                | 3                 | 469               |
| 2010-2011       | Montepaschi Siena        | Serie A         | 29      | 9       | 460     | 60/95            | 20/57            | 36/50            | 66                | 19                | 23                | 1                 | 216               |
| 2011-2012       | Montepaschi Siena        | Serie A         | 31      | 16      | 591     | 77/120           | 26/60            | 49/59            | 85                | 29                | 21                | 0                 | 281               |
| 2012-2013       | Lenovo Cantù             | Serie A         | 28      | 23      | 698     | 107/176          | 25/70            | 85/105           | 107               | 48                | 26                | 1                 | 374               |
| 2013-2014       | Acqua Vitasnella Cantù   | Serie A         | 30      | 29      | 871     | 106/185          | 42/108           | 100/117          | 133               | 79                | 20                | 2                 | 438               |
| 2014-2015       | Basket Galatasaray       | Türkiye 1       | 7       | 3       | 142     | 14/38            | 7/18             | 10/14            | 24                | 13                | 3                 | 0                 | 45                |
| 2014-2015       | Tuenti Móvil Estudiantes | ACB             | 20      | 14      | 486     | 93/210           | 20/65            | 56/66            | 62                | 40                | 15                | 1                 | 262               |
| 2015-2016       | Grissin Bon              | Serie A         | 28      | 28      | 814     | 95/183           | 39/92            | 79/101           | 163               | 73                | 29                | 2                 | 374               |
| 2016-2017       | Grissin Bon              | Serie A         | 27      | 27      | 774     | 94/183           | 49/132           | 89/100           | 114               | 77                | 31                | 2                 | 424               |
| Totale carriera | Totale carriera          | Totale carriera | 251     | 164     | 6 715   | 691/1 261        | 285/730          | 589/708          | 906               | 397               | 253               | 12                | 2 826             |

### Playoff
| Stagione        | Squadra           | Competizione    | Partite | Partite | Partite | Statistiche tiro | Statistiche tiro | Statistiche tiro | Altre statistiche | Altre statistiche | Altre statistiche | Altre statistiche | Altre statistiche |
| Stagione        | Squadra           | Competizione    | Pres.   | Titol.  | Minuti  | Tiri da 2        | Tiri da 3        | Liberi           | Rimb.             | Assist            | Rubate            | Stopp.            | Punti             |
| --------------- | ----------------- | --------------- | ------- | ------- | ------- | ---------------- | ---------------- | ---------------- | ----------------- | ----------------- | ----------------- | ----------------- | ----------------- |
| 2007-2008       | Lottomatica Roma  | Serie A         | 6       | 1       | 24      | 1/2              | 2/4              | 1/2              | 4                 | 0                 | 1                 | 0                 | 9                 |
| 2008-2009       | Angelico Biella   | Serie A         | 9       | 1       | 190     | 19/30            | 15/32            | 18/20            | 24                | 3                 | 8                 | 0                 | 101               |
| 2010-2011       | Montepaschi Siena | Serie A         | 12      | 0       | 151     | 15/29            | 4/13             | 25/30            | 29                | 5                 | 9                 | 0                 | 67                |
| 2011-2012       | Montepaschi Siena | Serie A         | 12      | 4       | 191     | 20/42            | 6/16             | 25/27            | 30                | 19                | 5                 | 0                 | 83                |
| 2012-2013       | Lenovo Cantù      | Serie A         | 12      | 11      | 345     | 46/97            | 15/44            | 41/48            | 48                | 26                | 13                | 0                 | 178               |
| 2014-2015       | Umana             | Serie A         | 12      | 12      | 161     | 16/31            | 3/14             | 12/22            | 22                | 11                | 9                 | 0                 | 53                |
| 2015-2016       | Grissin Bon       | Serie A         | 16      | 14      | 308     | 39/71            | 17/47            | 30/35            | 53                | 26                | 14                | 0                 | 159               |
| 2015-2016       | Grissin Bon       | Serie A         | 3       | 3       | 90      | 7/16             | 9/16             | 13/15            | 12                | 7                 | 3                 | 0                 | 54                |
| Totale carriera | Totale carriera   | Totale carriera | 83      | 46      | 1 460   | 163/318          | 71/186           | 165/199          | 222               | 97                | 62                | 0                 | 704               |

### Coppe europee
| Stagione        | Squadra             | Competizione    | Partite | Partite | Partite | Statistiche tiro | Statistiche tiro | Statistiche tiro | Altre statistiche | Altre statistiche | Altre statistiche | Altre statistiche | Altre statistiche |
| Stagione        | Squadra             | Competizione    | Pres.   | Titol.  | Minuti  | Tiri da 2        | Tiri da 3        | Liberi           | Rimb.             | Assist            | Rubate            | Stopp.            | Punti             |
| --------------- | ------------------- | --------------- | ------- | ------- | ------- | ---------------- | ---------------- | ---------------- | ----------------- | ----------------- | ----------------- | ----------------- | ----------------- |
| 2007-2008       | Armani Jeans Milano | Eurolega        | 11      | 3       | 150     | 14/28            | 1/13             | 5/6              | 15                | 5                 | 4                 | 0                 | 36                |
| 2009-2010       | Lauretana Biella    | Eurocup         | 5       | 5       | 152     | 18/32            | 7/18             | 15/19            | 23                | 8                 | 5                 | 0                 | 72                |
| 2010-2011       | Montepaschi Siena   | Eurolega        | 14      | 1       | 151     | 11/28            | 9/18             | 19/25            | 22                | 10                | 5                 | 0                 | 68                |
| 2011-2012       | Montepaschi Siena   | Eurolega        | 17      | 1       | 177     | 20/39            | 5/16             | 26/32            | 34                | 11                | 1                 | 1                 | 81                |
| 2012-2013       | Mapooro Cantù       | Eurolega        | 8       | 7       | 240     | 28/57            | 13/23            | 25/32            | 32                | 12                | 1                 | 0                 | 120               |
| Totale carriera | Totale carriera     | Totale carriera | 55      | 17      | 870     | 91/184           | 35/88            | 90/114           | 126               | 46                | 16                | 1                 | 377               |

### Cronologia presenze e punti in Nazionale
| Cronologia completa delle presenze e dei punti in Nazionale - Italia | Cronologia completa delle presenze e dei punti in Nazionale - Italia | Cronologia completa delle presenze e dei punti in Nazionale - Italia | Cronologia completa delle presenze e dei punti in Nazionale - Italia | Cronologia completa delle presenze e dei punti in Nazionale - Italia | Cronologia completa delle presenze e dei punti in Nazionale - Italia | Cronologia completa delle presenze e dei punti in Nazionale - Italia | Cronologia completa delle presenze e dei punti in Nazionale - Italia |
| Data                                                                 | Città                                                                | In casa                                                              | Risultato                                                            | Ospiti                                                               | Competizione                                                         | Punti                                                                | Note                                                                 |
| -------------------------------------------------------------------- | -------------------------------------------------------------------- | -------------------------------------------------------------------- | -------------------------------------------------------------------- | -------------------------------------------------------------------- | -------------------------------------------------------------------- | -------------------------------------------------------------------- | -------------------------------------------------------------------- |
| 04/06/2007                                                           | Porto San Giorgio                                                    | Italia                                                               | 74 - 68                                                              | Slovacchia                                                           | Torneo amichevole                                                    | 5                                                                    | [ 10 ]                                                               |
| 11/06/2009                                                           | Porto San Giorgio                                                    | Italia                                                               | 89 - 44                                                              | Stati Uniti                                                          | Torneo amichevole                                                    | 18                                                                   | [ 11 ]                                                               |
| 12/06/2009                                                           | Porto San Giorgio                                                    | Italia U-22 LNP                                                      | 61 - 98                                                              | Italia                                                               | Torneo amichevole                                                    | 6                                                                    | [ 12 ]                                                               |
| 13/06/2009                                                           | Porto San Giorgio                                                    | Italia                                                               | 73 - 68                                                              | Albania                                                              | Torneo amichevole                                                    | 15                                                                   | [ 13 ]                                                               |
| 16/06/2009                                                           | Casale Monferrato                                                    | Italia                                                               | 82 - 76                                                              | Croazia                                                              | Amichevole                                                           | 19                                                                   | [ 14 ]                                                               |
| 18/06/2009                                                           | Biella                                                               | Italia                                                               | 94 - 61                                                              | Giordania                                                            | Torneo amichevole                                                    | 4                                                                    | [ 15 ]                                                               |
| 19/06/2009                                                           | Biella                                                               | Italia                                                               | 67 - 79                                                              | Grecia                                                               | Torneo amichevole                                                    | 6                                                                    | [ 16 ]                                                               |
| 20/06/2009                                                           | Biella                                                               | Italia                                                               | 75 - 70                                                              | Croazia                                                              | Torneo amichevole                                                    | 19                                                                   | [ 17 ]                                                               |
| 28/06/2009                                                           | Teramo                                                               | Italia                                                               | 106 - 69                                                             | Albania                                                              | G. Mediterraneo 2009 - Fase a gironi                                 | 25                                                                   | [ 18 ]                                                               |
| 29/06/2009                                                           | Teramo                                                               | Italia                                                               | 107 - 70                                                             | Montenegro                                                           | G. Mediterraneo 2009 - Fase a gironi                                 | 22                                                                   | [ 19 ]                                                               |
| 30/06/2009                                                           | Teramo                                                               | Italia                                                               | 119 - 121 dts                                                        | Turchia                                                              | G. Mediterraneo 2009 - Fase a gironi                                 | 29                                                                   | [ 20 ]                                                               |
| 01/07/2009                                                           | Roseto degli Abruzzi                                                 | Italia                                                               | 75 - 64                                                              | Serbia                                                               | G. Mediterraneo 2009 - Quarti                                        | 17                                                                   | [ 21 ]                                                               |
| 02/07/2009                                                           | Teramo                                                               | Italia                                                               | 104 - 108 dts                                                        | Croazia                                                              | G. Mediterraneo 2009 - Semifinali                                    | 29                                                                   | [ 22 ]                                                               |
| 04/07/2009                                                           | Teramo                                                               | Italia                                                               | 71 - 88                                                              | Turchia                                                              | G. Mediterraneo 2009 - Finale 3º posto                               | 19                                                                   | [ 23 ]                                                               |
| 14/07/2009                                                           | Bormio                                                               | Italia                                                               | 64 - 63                                                              | Rep. Ceca                                                            | Amichevole                                                           | 7                                                                    | [ 24 ]                                                               |
| 16/07/2009                                                           | Bormio                                                               | Italia                                                               | 85 - 49                                                              | Svezia                                                               | Torneo amichevole                                                    | 9                                                                    | [ 25 ]                                                               |
| 17/07/2009                                                           | Bormio                                                               | Italia                                                               | 67 - 63                                                              | Senegal                                                              | Torneo amichevole                                                    | 11                                                                   | [ 26 ]                                                               |
| 18/07/2009                                                           | Bormio                                                               | Italia                                                               | 89 - 97                                                              | Rep. Ceca                                                            | Torneo amichevole                                                    | 7                                                                    | [ 27 ]                                                               |
| 25/07/2009                                                           | Trento                                                               | Italia                                                               | 91 - 69                                                              | Canada                                                               | Torneo amichevole                                                    | 8                                                                    | [ 28 ]                                                               |
| 26/07/2009                                                           | Trento                                                               | Italia                                                               | 88 - 70                                                              | Nuova Zelanda                                                        | Torneo amichevole                                                    | 4                                                                    | [ 29 ]                                                               |
| 11/08/2009                                                           | Vantaa                                                               | Finlandia                                                            | 75 - 77                                                              | Italia                                                               | Qual. Euro 2009                                                      | 0                                                                    | [ 30 ]                                                               |
| 14/08/2009                                                           | Pau (Francia)                                                        | Francia                                                              | 81 - 61                                                              | Italia                                                               | Qual. Euro 2009                                                      | 0                                                                    | [ 31 ]                                                               |
| 20/08/2009                                                           | Porto San Giorgio                                                    | Italia                                                               | 89 - 95                                                              | Finlandia                                                            | Qual. Euro 2009                                                      | 0                                                                    | [ 32 ]                                                               |
| 09/07/2010                                                           | Bormio                                                               | Italia                                                               | 88 - 46                                                              | Ungheria                                                             | Torneo amichevole                                                    | 19                                                                   | [ 33 ]                                                               |
| 11/07/2010                                                           | Bormio                                                               | Italia                                                               | 78 - 41                                                              | Iran                                                                 | Torneo amichevole                                                    | 15                                                                   | [ 34 ]                                                               |
| 16/07/2010                                                           | Firenze                                                              | Italia                                                               | 83 - 60                                                              | Macedonia                                                            | Torneo amichevole                                                    | 8                                                                    | [ 35 ]                                                               |
| 17/07/2010                                                           | Firenze                                                              | Italia                                                               | 88 - 76                                                              | Polonia                                                              | Torneo amichevole                                                    | 9                                                                    | [ 36 ]                                                               |
| 18/07/2010                                                           | Firenze                                                              | Italia                                                               | 83 - 84                                                              | Bulgaria                                                             | Torneo amichevole                                                    | 0                                                                    | [ 37 ]                                                               |
| 24/07/2010                                                           | Parenzo                                                              | Croazia                                                              | 89 - 72                                                              | Italia                                                               | Amichevole                                                           | 4                                                                    | [ 38 ]                                                               |
| 25/07/2010                                                           | Pola                                                                 | Croazia                                                              | 80 - 71                                                              | Italia                                                               | Amichevole                                                           | 0                                                                    | [ 39 ]                                                               |
| 02/08/2010                                                           | Bari                                                                 | Italia                                                               | 71 - 79                                                              | Israele                                                              | Qual. Euro 2011                                                      | 5                                                                    | [ 40 ]                                                               |
| 05/08/2010                                                           | Riga                                                                 | Lettonia                                                             | 69 - 68                                                              | Italia                                                               | Qual. Euro 2011                                                      | 0                                                                    | [ 41 ]                                                               |
| 08/08/2010                                                           | Bari                                                                 | Italia                                                               | 82 - 73                                                              | Finlandia                                                            | Qual. Euro 2011                                                      | 4                                                                    | [ 42 ]                                                               |
| 11/08/2010                                                           | Bijelo Polje                                                         | Montenegro                                                           | 71 - 62                                                              | Italia                                                               | Qual. Euro 2011                                                      | 0                                                                    | [ 43 ]                                                               |
| 17/08/2010                                                           | Tel Aviv                                                             | Israele                                                              | 76 - 81                                                              | Italia                                                               | Qual. Euro 2011                                                      | 0                                                                    | [ 44 ]                                                               |
| 20/08/2010                                                           | Bari                                                                 | Italia                                                               | 109 - 93                                                             | Lettonia                                                             | Qual. Euro 2011                                                      | 0                                                                    | [ 45 ]                                                               |
| 23/08/2010                                                           | Vantaa                                                               | Finlandia                                                            | 83 - 85                                                              | Italia                                                               | Qual. Euro 2011                                                      | 0                                                                    | [ 46 ]                                                               |
| 26/08/2010                                                           | Bari                                                                 | Italia                                                               | 72 - 71                                                              | Montenegro                                                           | Qual. Euro 2011                                                      | 0                                                                    | [ 47 ]                                                               |
| 13/03/2011                                                           | Assago                                                               | Italia                                                               | 90 - 88                                                              | World Stars                                                          | All Star Game                                                        | 3                                                                    | [ 48 ]                                                               |
| 25/07/2012                                                           | Trento                                                               | Italia                                                               | 79 - 71                                                              | Finlandia                                                            | Torneo amichevole                                                    | 17                                                                   | [ 49 ]                                                               |
| 26/07/2012                                                           | Trento                                                               | Italia                                                               | 84 - 81                                                              | Bosnia ed Erzegovina                                                 | Torneo amichevole                                                    | 20                                                                   | [ 50 ]                                                               |
| 27/07/2012                                                           | Trento                                                               | Italia                                                               | 84 - 73                                                              | Montenegro                                                           | Torneo amichevole                                                    | 18                                                                   | [ 51 ]                                                               |
| 03/08/2012                                                           | Danzica                                                              | Italia                                                               | 87 - 85                                                              | Lettonia                                                             | Torneo amichevole                                                    | 14                                                                   | [ 52 ]                                                               |
| 04/08/2012                                                           | Danzica                                                              | Italia                                                               | 78 - 72                                                              | Montenegro                                                           | Torneo amichevole                                                    | 6                                                                    | [ 53 ]                                                               |
| 05/08/2012                                                           | Danzica                                                              | Polonia                                                              | 66 - 62                                                              | Italia                                                               | Torneo amichevole                                                    | 5                                                                    | [ 54 ]                                                               |
| 08/08/2012                                                           | Trieste                                                              | Italia                                                               | 78 - 70                                                              | Croazia                                                              | Amichevole                                                           | 4                                                                    | [ 55 ]                                                               |
| 09/08/2012                                                           | Parenzo                                                              | Croazia                                                              | 72 - 70                                                              | Italia                                                               | Amichevole                                                           | 9                                                                    | [ 56 ]                                                               |
| 15/08/2012                                                           | Sassari                                                              | Italia                                                               | 97 - 45                                                              | Portogallo                                                           | Qual. Euro 2013                                                      | 21                                                                   | [ 57 ]                                                               |
| 18/08/2012                                                           | Chomutov                                                             | Rep. Ceca                                                            | 53 - 63                                                              | Italia                                                               | Qual. Euro 2013                                                      | 3                                                                    | [ 58 ]                                                               |
| 21/08/2012                                                           | Sassari                                                              | Italia                                                               | 78 - 69                                                              | Turchia                                                              | Qual. Euro 2013                                                      | 9                                                                    | [ 59 ]                                                               |
| 24/08/2012                                                           | Minsk                                                                | Bielorussia                                                          | 63 - 84                                                              | Italia                                                               | Qual. Euro 2013                                                      | 10                                                                   | [ 60 ]                                                               |
| 30/08/2012                                                           | Coimbra                                                              | Portogallo                                                           | 70 - 82                                                              | Italia                                                               | Qual. Euro 2013                                                      | 9                                                                    | [ 61 ]                                                               |
| 02/09/2012                                                           | Trieste                                                              | Italia                                                               | 68 - 56                                                              | Rep. Ceca                                                            | Qual. Euro 2013                                                      | 14                                                                   | [ 62 ]                                                               |
| 05/09/2012                                                           | Kayseri                                                              | Turchia                                                              | 82 - 83                                                              | Italia                                                               | Qual. Euro 2013                                                      | 19                                                                   | [ 63 ]                                                               |
| 08/09/2012                                                           | Trieste                                                              | Italia                                                               | 83 - 58                                                              | Bielorussia                                                          | Qual. Euro 2013                                                      | 12                                                                   | [ 64 ]                                                               |
| 07/08/2013                                                           | Trento                                                               | Italia                                                               | 85 - 69                                                              | Georgia                                                              | Torneo amichevole                                                    | 10                                                                   | [ 65 ]                                                               |
| 08/08/2013                                                           | Trento                                                               | Italia                                                               | 67 - 64                                                              | Israele                                                              | Torneo amichevole                                                    | 7                                                                    | [ 66 ]                                                               |
| 09/08/2013                                                           | Trento                                                               | Italia                                                               | 76 - 65                                                              | Polonia                                                              | Torneo amichevole                                                    | 12                                                                   | [ 67 ]                                                               |
| 17/08/2013                                                           | Anversa                                                              | Belgio                                                               | 76 - 57                                                              | Italia                                                               | Torneo amichevole                                                    | 9                                                                    | [ 68 ]                                                               |
| 18/08/2013                                                           | Anversa                                                              | Israele                                                              | 78 - 74                                                              | Italia                                                               | Torneo amichevole                                                    | 15                                                                   | [ 69 ]                                                               |
| 19/08/2013                                                           | Anversa                                                              | Italia                                                               | 79 - 82                                                              | Polonia                                                              | Torneo amichevole                                                    | 4                                                                    | [ 70 ]                                                               |
| 22/08/2013                                                           | Portorose                                                            | Italia                                                               | 89 - 73                                                              | Montenegro                                                           | Torneo amichevole                                                    | 14                                                                   | [ 71 ]                                                               |
| 24/08/2013                                                           | Capodistria                                                          | Slovenia                                                             | 92 - 84                                                              | Italia                                                               | Torneo amichevole                                                    | 16                                                                   | [ 72 ]                                                               |
| 27/08/2013                                                           | Atene                                                                | Italia                                                               | 63 - 79                                                              | Lituania                                                             | Torneo Acropolis 2013                                                | 15                                                                   | [ 73 ]                                                               |
| 28/08/2013                                                           | Atene                                                                | Italia                                                               | 73 - 62                                                              | Bosnia ed Erzegovina                                                 | Torneo Acropolis 2013                                                | 15                                                                   | [ 74 ]                                                               |
| 29/08/2013                                                           | Atene                                                                | Grecia                                                               | 79 - 65                                                              | Italia                                                               | Torneo Acropolis 2013                                                | 10                                                                   | [ 75 ]                                                               |
| 04/09/2013                                                           | Capodistria                                                          | Italia                                                               | 76 - 69                                                              | Russia                                                               | EuroBasket 2013 - 1ª fase a gironi                                   | 13                                                                   | [ 76 ]                                                               |
| 05/09/2013                                                           | Capodistria                                                          | Italia                                                               | 90 - 75                                                              | Turchia                                                              | EuroBasket 2013 - 1ª fase a gironi                                   | 23                                                                   | [ 77 ]                                                               |
| 07/09/2013                                                           | Capodistria                                                          | Italia                                                               | 62 - 44                                                              | Finlandia                                                            | EuroBasket 2013 - 1ª fase a gironi                                   | 8                                                                    | [ 78 ]                                                               |
| 08/09/2013                                                           | Capodistria                                                          | Italia                                                               | 81 - 72                                                              | Grecia                                                               | EuroBasket 2013 - 1ª fase a gironi                                   | 8                                                                    | [ 79 ]                                                               |
| 09/09/2013                                                           | Capodistria                                                          | Italia                                                               | 82 - 79                                                              | Svezia                                                               | EuroBasket 2013 - 1ª fase a gironi                                   | 16                                                                   | [ 80 ]                                                               |
| 12/09/2013                                                           | Lubiana                                                              | Slovenia                                                             | 84 - 77                                                              | Italia                                                               | EuroBasket 2013 - 2ª fase a gironi                                   | 10                                                                   | [ 81 ]                                                               |
| 14/09/2013                                                           | Lubiana                                                              | Italia                                                               | 68 - 76                                                              | Croazia                                                              | EuroBasket 2013 - 2ª fase a gironi                                   | 12                                                                   | [ 82 ]                                                               |
| 16/09/2013                                                           | Lubiana                                                              | Italia                                                               | 86 - 81                                                              | Spagna                                                               | EuroBasket 2013 - 2ª fase a gironi                                   | 17                                                                   | [ 83 ]                                                               |
| 19/09/2013                                                           | Lubiana                                                              | Italia                                                               | 77 - 81                                                              | Lituania                                                             | EuroBasket 2013 - Quarti                                             | 6                                                                    | [ 84 ]                                                               |
| 20/09/2013                                                           | Lubiana                                                              | Italia                                                               | 58 - 66                                                              | Ucraina                                                              | EuroBasket 2013 - Semifinale 5º-8º posto                             | 15                                                                   | [ 85 ]                                                               |
| 21/09/2013                                                           | Lubiana                                                              | Serbia                                                               | 76 - 64                                                              | Italia                                                               | EuroBasket 2013 - Finale 7º-8º posto                                 | 3                                                                    | [ 86 ]                                                               |
| 10/07/2014                                                           | Trento                                                               | Italia                                                               | 91 - 59                                                              | Germania                                                             | Torneo amichevole                                                    | 13                                                                   | [ 87 ]                                                               |
| 11/07/2014                                                           | Trento                                                               | Italia                                                               | 74 - 58                                                              | Paesi Bassi                                                          | Torneo amichevole                                                    | 18                                                                   | [ 88 ]                                                               |
| 12/07/2014                                                           | Trento                                                               | Italia                                                               | 74 - 68                                                              | Belgio                                                               | Torneo amichevole                                                    | 12                                                                   | [ 89 ]                                                               |
| 18/07/2014                                                           | Sarajevo                                                             | Italia                                                               | 60 - 76                                                              | Montenegro                                                           | Torneo amichevole                                                    | 13                                                                   | [ 90 ]                                                               |
| 19/07/2014                                                           | Sarajevo                                                             | Bosnia ed Erzegovina                                                 | 70 - 75                                                              | Italia                                                               | Torneo amichevole                                                    | 10                                                                   | [ 91 ]                                                               |
| 20/07/2014                                                           | Sarajevo                                                             | Italia                                                               | 89 - 77                                                              | Bielorussia                                                          | Torneo amichevole                                                    | 25                                                                   | [ 92 ]                                                               |
| 25/07/2014                                                           | Skopje                                                               | Italia                                                               | 86 - 84                                                              | Montenegro                                                           | Torneo amichevole                                                    | 34                                                                   | [ 93 ]                                                               |
| 26/07/2014                                                           | Skopje                                                               | Macedonia                                                            | 56 - 63                                                              | Italia                                                               | Torneo amichevole                                                    | 17                                                                   | [ 94 ]                                                               |
| 27/07/2014                                                           | Skopje                                                               | Italia                                                               | 73 - 65                                                              | Polonia                                                              | Torneo amichevole                                                    | 6                                                                    | [ 95 ]                                                               |
| 03/08/2014                                                           | Trieste                                                              | Italia                                                               | 74 - 71                                                              | Canada                                                               | Torneo amichevole                                                    | 16                                                                   | [ 96 ]                                                               |
| 04/08/2014                                                           | Trieste                                                              | Italia                                                               | 99 - 71                                                              | Bosnia ed Erzegovina                                                 | Torneo amichevole                                                    | 17                                                                   | [ 97 ]                                                               |
| 05/08/2014                                                           | Trieste                                                              | Italia                                                               | 80 - 71                                                              | Serbia                                                               | Torneo amichevole                                                    | 7                                                                    | [ 98 ]                                                               |
| 13/08/2014                                                           | Mosca                                                                | Russia                                                               | 63 - 65                                                              | Italia                                                               | Qual. Euro 2015                                                      | 11                                                                   | [ 99 ]                                                               |
| 17/08/2014                                                           | Cagliari                                                             | Italia                                                               | 90 - 60                                                              | Svizzera                                                             | Qual. Euro 2015                                                      | 17                                                                   | [ 100 ]                                                              |
| 24/08/2014                                                           | Cagliari                                                             | Italia                                                               | 68 - 72                                                              | Russia                                                               | Qual. Euro 2015                                                      | 9                                                                    | [ 101 ]                                                              |
| 27/08/2014                                                           | Bellinzona                                                           | Svizzera                                                             | 65 - 80                                                              | Italia                                                               | Qual. Euro 2015                                                      | 7                                                                    | [ 102 ]                                                              |
| 30/07/2015                                                           | Trento                                                               | Italia                                                               | 64 - 52                                                              | Paesi Bassi                                                          | Torneo amichevole                                                    | 7                                                                    | [ 103 ]                                                              |
| 31/07/2015                                                           | Trento                                                               | Italia                                                               | 64 - 54                                                              | Austria                                                              | Torneo amichevole                                                    | 3                                                                    | [ 104 ]                                                              |
| 01/08/2015                                                           | Trento                                                               | Italia                                                               | 68 - 69                                                              | Germania                                                             | Torneo amichevole                                                    | 11                                                                   | [ 105 ]                                                              |
| 14/08/2015                                                           | Tbilisi                                                              | Italia                                                               | 82 - 63                                                              | Lettonia                                                             | Torneo amichevole                                                    | 6                                                                    | [ 106 ]                                                              |
| 15/08/2015                                                           | Tbilisi                                                              | Italia                                                               | 85 - 61                                                              | Estonia                                                              | Torneo amichevole                                                    | 9                                                                    | [ 107 ]                                                              |
| 16/08/2015                                                           | Tbilisi                                                              | Georgia                                                              | 67 - 87                                                              | Italia                                                               | Torneo amichevole                                                    | 8                                                                    | [ 108 ]                                                              |
| 21/08/2015                                                           | Capodistria                                                          | Italia                                                               | 86 - 72                                                              | Finlandia                                                            | Torneo amichevole                                                    | 10                                                                   | [ 109 ]                                                              |
| 22/08/2015                                                           | Capodistria                                                          | Italia                                                               | 75 - 77                                                              | Ucraina                                                              | Torneo amichevole                                                    | 2                                                                    | [ 110 ]                                                              |
| 23/08/2015                                                           | Capodistria                                                          | Slovenia                                                             | 76 - 67                                                              | Italia                                                               | Torneo amichevole                                                    | 0                                                                    | [ 111 ]                                                              |
| 28/08/2015                                                           | Trieste                                                              | Italia                                                               | 91 - 90                                                              | Georgia                                                              | Torneo amichevole                                                    | 4                                                                    | [ 112 ]                                                              |
| 29/08/2015                                                           | Trieste                                                              | Italia                                                               | 90 - 69                                                              | Università statale del Michigan                                      | Torneo amichevole                                                    | 12                                                                   | [ 113 ]                                                              |
| 30/08/2015                                                           | Trieste                                                              | Italia                                                               | 68 - 63                                                              | Russia                                                               | Torneo amichevole                                                    | 0                                                                    | [ 114 ]                                                              |
| 05/09/2015                                                           | Berlino                                                              | Italia                                                               | 87 - 89                                                              | Turchia                                                              | EuroBasket 2015 - Fase a gironi                                      | 0                                                                    | [ 115 ]                                                              |
| 06/09/2015                                                           | Berlino                                                              | Italia                                                               | 71 - 64                                                              | Islanda                                                              | EuroBasket 2015 - Fase a gironi                                      | 5                                                                    | [ 116 ]                                                              |
| 08/09/2015                                                           | Berlino                                                              | Italia                                                               | 105 - 98                                                             | Spagna                                                               | EuroBasket 2015 - Fase a gironi                                      | 11                                                                   | [ 117 ]                                                              |
| 09/09/2015                                                           | Berlino                                                              | Italia                                                               | 89 - 82 dts                                                          | Germania                                                             | EuroBasket 2015 - Fase a gironi                                      | 6                                                                    | [ 118 ]                                                              |
| 10/09/2015                                                           | Berlino                                                              | Italia                                                               | 82 - 101                                                             | Serbia                                                               | EuroBasket 2015 - Fase a gironi                                      | 10                                                                   | [ 119 ]                                                              |
| 13/09/2015                                                           | Lilla                                                                | Italia                                                               | 82 - 52                                                              | Israele                                                              | EuroBasket 2015 - Ottavi                                             | 2                                                                    | [ 120 ]                                                              |
| 16/09/2015                                                           | Lilla                                                                | Italia                                                               | 85 - 95 dts                                                          | Lituania                                                             | EuroBasket 2015 - Quarti                                             | 8                                                                    | [ 121 ]                                                              |
| 17/09/2015                                                           | Lilla                                                                | Rep. Ceca                                                            | 70 - 85                                                              | Italia                                                               | EuroBasket 2015 - Gara 5º posto                                      | 7                                                                    | [ 122 ]                                                              |
| 25/06/2016                                                           | Bologna                                                              | Italia                                                               | 106 - 70                                                             | Filippine                                                            | Torneo amichevole                                                    | 14                                                                   | [ 123 ]                                                              |
| 26/06/2016                                                           | Bologna                                                              | Italia                                                               | 71 - 74                                                              | Canada                                                               | Torneo amichevole                                                    | 0                                                                    | [ 124 ]                                                              |
| 30/06/2016                                                           | Biella                                                               | Italia                                                               | 83 - 70                                                              | Porto Rico                                                           | Amichevole                                                           | 9                                                                    | [ 125 ]                                                              |
| 04/07/2016                                                           | Torino                                                               | Italia                                                               | 68 - 41                                                              | Tunisia                                                              |                                                                      | 13                                                                   | [ 126 ]                                                              |
| 05/07/2016                                                           | Torino                                                               | Italia                                                               | 67 - 60                                                              | Croazia                                                              |                                                                      | 0                                                                    | [ 127 ]                                                              |
| 08/07/2016                                                           | Torino                                                               | Italia                                                               | 79 - 54                                                              | Messico                                                              |                                                                      | 10                                                                   | [ 128 ]                                                              |
| 29/07/2017                                                           | Trento                                                               | Italia                                                               | 96 - 36                                                              | Bielorussia                                                          | Torneo amichevole                                                    | 3                                                                    | [ 129 ]                                                              |
| 09/08/2017                                                           | Cagliari                                                             | Italia                                                               | 74 - 68                                                              | Finlandia                                                            | Amichevole                                                           | 9                                                                    | [ 130 ]                                                              |
| 11/08/2017                                                           | Cagliari                                                             | Italia                                                               | 75 - 70                                                              | Finlandia                                                            | Torneo amichevole                                                    | 12                                                                   | [ 131 ]                                                              |
| 13/08/2017                                                           | Cagliari                                                             | Italia                                                               | 73 - 53                                                              | Turchia                                                              | Torneo amichevole                                                    | 4                                                                    | [ 132 ]                                                              |
| 18/08/2017                                                           | Tolosa                                                               | Montenegro                                                           | 66 - 67                                                              | Italia                                                               | Torneo amichevole                                                    | 6                                                                    | [ 133 ]                                                              |
| 19/08/2017                                                           | Tolosa                                                               | Belgio                                                               | 80 - 60                                                              | Italia                                                               | Torneo amichevole                                                    | 0                                                                    | [ 134 ]                                                              |
| 20/08/2017                                                           | Tolosa                                                               | Francia                                                              | 88 - 63                                                              | Italia                                                               | Torneo amichevole                                                    | 0                                                                    | [ 135 ]                                                              |
| 23/08/2017                                                           | Atene                                                                | Serbia                                                               | 73 - 65                                                              | Italia                                                               | Torneo Acropolis 2017                                                | 11                                                                   | [ 136 ]                                                              |
| 24/08/2017                                                           | Atene                                                                | Grecia                                                               | 73 - 70 dts                                                          | Italia                                                               | Torneo Acropolis 2017                                                | 6                                                                    | [ 137 ]                                                              |
| 25/08/2017                                                           | Atene                                                                | Georgia                                                              | 65 - 73                                                              | Italia                                                               | Torneo Acropolis 2017                                                | 17                                                                   | [ 138 ]                                                              |
| 31/08/2017                                                           | Tel Aviv                                                             | Israele                                                              | 48 - 69                                                              | Italia                                                               | EuroBasket 2017 - Fase a gironi                                      | 3                                                                    | [ 139 ]                                                              |
| 02/09/2017                                                           | Tel Aviv                                                             | Ucraina                                                              | 66 - 78                                                              | Italia                                                               | EuroBasket 2017 - Fase a gironi                                      | 13                                                                   | [ 140 ]                                                              |
| 03/09/2017                                                           | Tel Aviv                                                             | Lituania                                                             | 78 - 73                                                              | Italia                                                               | EuroBasket 2017 - Fase a gironi                                      | 2                                                                    | [ 141 ]                                                              |
| 05/09/2017                                                           | Tel Aviv                                                             | Germania                                                             | 61 - 55                                                              | Italia                                                               | EuroBasket 2017 - Fase a gironi                                      | 9                                                                    | [ 142 ]                                                              |
| 06/09/2017                                                           | Tel Aviv                                                             | Georgia                                                              | 69 - 71                                                              | Italia                                                               | EuroBasket 2017 - Fase a gironi                                      | 12                                                                   | [ 143 ]                                                              |
| 09/09/2017                                                           | Istanbul                                                             | Finlandia                                                            | 57 - 70                                                              | Italia                                                               | EuroBasket 2017 - Ottavi                                             | 0                                                                    | [ 144 ]                                                              |
| 13/09/2017                                                           | Istanbul                                                             | Italia                                                               | 67 - 83                                                              | Serbia                                                               | EuroBasket 2017 - Quarti                                             | 4                                                                    | [ 6 ]                                                                |
| 24/11/2017                                                           | Torino                                                               | Italia                                                               | 75 - 70                                                              | Romania                                                              | Qual. Mondiali 2019                                                  | 16                                                                   | [ 145 ]                                                              |
| 26/11/2017                                                           | Zagabria                                                             | Croazia                                                              | 64 - 80                                                              | Italia                                                               | Qual. Mondiali 2019                                                  | 5                                                                    | [ 146 ]                                                              |
| 28/06/2018                                                           | Trieste                                                              | Italia                                                               | 72 - 78                                                              | Croazia                                                              | Qual. Mondiali 2019                                                  | 15                                                                   | [ 147 ]                                                              |
| 01/07/2018                                                           | Groninga                                                             | Paesi Bassi                                                          | 81 - 66                                                              | Italia                                                               | Qual. Mondiali 2019                                                  | 0                                                                    | [ 148 ]                                                              |
| 07/09/2018                                                           | Amburgo                                                              | Rep. Ceca                                                            | 87 - 80                                                              | Italia                                                               | Torneo amichevole                                                    | 6                                                                    | [ 149 ]                                                              |
| 08/09/2018                                                           | Amburgo                                                              | Germania                                                             | 62 - 71                                                              | Italia                                                               | Torneo amichevole                                                    | 11                                                                   | [ 150 ]                                                              |
| 14/09/2018                                                           | Bologna                                                              | Italia                                                               | 101 - 82                                                             | Polonia                                                              | Qual. Mondiali 2019                                                  | 16                                                                   | [ 151 ]                                                              |
| 17/09/2018                                                           | Debrecen                                                             | Ungheria                                                             | 63 - 69                                                              | Italia                                                               | Qual. Mondiali 2019                                                  | 2                                                                    | [ 152 ]                                                              |
| 29/11/2018                                                           | Brescia                                                              | Italia                                                               | 70 - 65                                                              | Lituania                                                             | Qual. Mondiali 2019                                                  | 8                                                                    | [ 153 ]                                                              |
| 02/12/2018                                                           | Danzica                                                              | Polonia                                                              | 94 - 78                                                              | Italia                                                               | Qual. Mondiali 2019                                                  | 13                                                                   | [ 154 ]                                                              |
| 22/02/2019                                                           | Varese                                                               | Italia                                                               | 75 - 41                                                              | Ungheria                                                             | Qual. Mondiali 2019                                                  | 11                                                                   | [ 155 ]                                                              |
| 25/02/2019                                                           | Klaipėda                                                             | Lituania                                                             | 86 - 73                                                              | Italia                                                               | Qual. Mondiali 2019                                                  | 10                                                                   | [ 156 ]                                                              |
| 30/07/2019                                                           | Trento                                                               | Italia                                                               | 88 - 60                                                              | Romania                                                              | Torneo amichevole                                                    | 10                                                                   | [ 157 ]                                                              |
| 31/07/2019                                                           | Trento                                                               | Italia                                                               | 69 - 58                                                              | Costa d'Avorio                                                       | Torneo amichevole                                                    | 5                                                                    | [ 158 ]                                                              |
| 08/08/2019                                                           | Verona                                                               | Italia                                                               | 111 - 54                                                             | Senegal                                                              | Torneo amichevole                                                    | 15                                                                   | [ 159 ]                                                              |
| 09/08/2019                                                           | Verona                                                               | Italia                                                               | 70 - 72                                                              | Russia                                                               | Torneo amichevole                                                    | 0                                                                    | [ 160 ]                                                              |
| 10/08/2019                                                           | Verona                                                               | Italia                                                               | 72 - 54                                                              | Venezuela                                                            | Torneo amichevole                                                    | 4                                                                    | [ 161 ]                                                              |
| Totale                                                               |                                                                      | Presenze                                                             | 154                                                                  |                                                                      | Punti                                                                | 1 454                                                                |                                                                      |

## Palmarès

### Club
- Campionato italiano: 1

Mens Sana Siena: 2010-2011
- Campionato italiano: 1 (revocato)

Mens Sana Siena: 2011-2012
- Coppa Italia: 1

Mens Sana Siena: 2011
- Coppa Italia: 1 (revocato)

Mens Sana Siena: 2012
- Supercoppa italiana: 4

Mens Sana Siena: 2010, 2011
Pallacanestro Cantù: 2012
Pallacanestro Reggiana: 2015
- Basketball Champions League: 1

Virtus Bologna: 2018-2019

- Supercoppa LNP: 1

Fortitudo Bologna: 2024

### Individuale
- Miglior Under-22 della Serie A: 1

Biella: 2010